# Westpac
Westpac (сокр. от англ. Western Pacific — Западно-тихоокеанский), Westpac Banking Corporation — один из крупнейших банков Австралии, входящих в «большую четверку» банков (помимо ANZ, National Australia Bank, Commonwealth Bank) и второй по величине банк в Новой Зеландии. По состоянию на ноябрь 2011 года, Westpac имеет 12,2 млн клиентов, обладает крупнейшей филиальной сетью в Австралии из почти 1200 филиалов и 2900 банкоматов. Банк является вторым по величине поставщиком ипотечных кредитов Австралии, а также крупнейшим бизнес-кредитором и вторым по величине активов. Основан в Сиднее в 1817 году.

## История
Westpac основан в Сиднее в 1817 году как Банк Нового Южного Уэльса (BNSW). Он стал первым банком в Австралии, а Эдвард Смит Холл был первым кассиром и секретарём банка. В XIX-м и начале XX-го века, банк открыл свои первые филиалы в Австралии и Океании, на Мортон-Бэй (Brisbane) в 1850 году, затем в Виктории (1851), Новой Зеландии (1861), Южной Австралии (1877), Западной Австралии (1883), Фиджи (1901), Папуа-Новой Гвинее (1910) и Тасмании (1910).
- 1927: BNSW приобрел Банк Западной Австралии.
- 1931: BNSW приобрел Австралийский коммерческий банк, который имел филиалы в штатах Новый Южный Уэльс и Квинсленд.
- 1942: BNSW приостановил свою деятельность в Папуа-Новой Гвинее в связи с тем что японская армия захватила города, в которых были филиалы и агентства. В 1946 году BNSW возобновил свою деятельность в Папуа-Новой Гвинее.
- 1968: BNSW присоединяется к консорциуму Databank Systems Limited для совместной обработки данных.
- 1970: BNSW создал филиал на Тарава в Кирибати (бывшие острова Гилберта), который также присоединил к себе государственный сбербанк островов Гилберта. Кроме того, 18 июля 1970 года BNSW осуществил первичное размещение акций на бирже.
- 1971: Создан филиал в Новых Гебридах.
- 1973: BNSW стал корпоративным спонсором службы Спасения Австралии, известной сегодня как Westpac Life Saver.
- 1974: Основан Bank of Tonga — совместное предприятие банка Новой Зеландии (20 %), BNSW (20 %), Банка Гавайев (20 %) и правительства Тонга (40 %)
- 1975: BNSW включила свой бизнес в Папуа-Новой Гвинее в Банк Новый Южный Уэльс.
- 1977: BNSW формирует Тихоокеанский коммерческий банк в Самоа как совместное предприятие с Банком Гавайи.
- 1982: BNSW объединяется с Коммерческим банком Австралии образовав Westpac Banking Corporation, оставляя фирменный логотип «W», который был логотипом банка Новый Южный Уэльс (известный в народе как «Уэльс»).
- 1984: Истекает первоначальное соглашение между BNSW и правительством на Островах Гилберта и Эллис. WBC и правительство Кирибати формируют банк Кирибати в виде совместного предприятия с соотношением долей 51 % — 49 %.
- 1985: WBC заменил Barclays Bank в качестве Национального банка Тувалу (бывшие острова Эллис), с 40 % акций, а также с 10-летним контрактом на управление.
- 1988: WBC приобретает European Pacific Banking Corporation на островах Кука а также филиал HSBC на Соломоновых островах работавший с 1973 года.
- 1990: WBC приобретает половину акций банка Новой Зеландии в Банке Тонга и половину акций банка Гавайи.
- 1992: WBC оповещает об убытке на сумму 1,6 млрд долларов, которая в то время была крупнейшим убытком для австралийской корпорации. Банк увольняет сотни сотрудников. WBC был близок к банкротству, в результате чего опускается с 1-го на 3-е место крупнейших банков Австралии.
- 1995: WBC продает свою долю в Национальном банке Тувалу правительству этой страны, которая в настоящее время полностью владеет банком.
- 1995: WBC приобрела Challenge Bank в Западной Австралии.
- 1996: WBC Holdings покупает TrustBanks NZ, сеть региональных банков, принадлежащих сообществу трастов.
- 1997: WBC приобретает Банк Мельбурна в штате Виктория по ориентировочной цене свыше $1,4 млрд и сохраняет за собой право на название и логотип банка Мельбурна.
- 1998: WBC продал свой бизнес в Новой Каледонии и Таити французскому конгломерату Société Générale.
- 2001: Правительство Кирибати стремиться уменьшить долю Westpac в банке Кирибати от 51 до 49 %, что вынуждает WBC продать свои акции обратно правительству.
- 2002: WBC приобретает BT Financial Group и Rothschild Australia Asset Management.
- 2004: Резервный банк Новой Зеландии требует от WBC объединения новозеландской сети филиалов. WBC продала свой филиал в Ниуэ банку Bank of South Pacific.
- 2008: Бывший председатель правления St. George банка Гейл Келли[англ.] назначена главным исполнительным и управляющим директором. WBC объявляет о намерении приобрести 5-й крупнейший банк Австралии, St. George, за 19 млрд долларов. Около 95 процентов акционеров St. George проголосовали за слияние двух банков.
- 2008: 17 ноября Федеральный суд Австралии разрешил слияние банков Westpac и St. George.
- 2011: В июле банк Мельбурна начал присоединять банк St. George в штате Виктория.
- 2012: Westpac объявляет о сокращении более 400 рабочих мест в стране и ещё 150 за рубежом. Эта акция стала ответом на очень медленный рост в течение последних нескольких лет в связи со слиянием Westpac с St. George.

## Деятельность
Обслуживает 14 млн клиентов через сеть из 1100 отделений и 2 тысячи банкоматов. Основную часть выручки даёт чистый процентный доход, в 2019—20 финансовом году 16,7 млрд из 20,2 млрд австралийских долларов. Активы банка составили 912 млрд долларов, из них 693 млрд пришлось на выданные кредиты; объём принятых депозитов составил 591 млрд долларов.
Основные подразделения:
- потребительский банкинг — банковские услуги частным клиентам, включающие ипотечные кредиты, потребительские кредиты, кредитные карты, приём депозитов в Австралии; выручка 9,1 млрд, активы 398 млрд.
- банкинг для бизнеса — обслуживание малого и среднего бизнеса (с оборотом до A$200 млн); выручка 4,7 млрд, активы 146 млрд.
- Westpac Institutional Bank — банковские услуги корпорациям и финансовым институтам; выручка 2,3 млрд, активы 75,5 млрд.
- Westpac New Zealand — банковские и страховые услуги в Новой Зеландии; выручка 2,3 млрд, активы 104 млрд.
- Specialist Businesses — автокредитование и все виды страхования, а также управление активами в Австралии; выручка 1,3 млрд, активы 22,8 млрд[2].

## Руководство
- Джон Макфарлейн (John McFarlane) — независимый председатель совета директоров с апреля 2020 года; до этого был председателем Barclays и Aviva.
- Питер Кинг (Peter King) — главный исполнительный директор с апреля 2020 года, а банке работает с 1994 года.

|                                         | Активы, млрд A$ | Депозиты, млрд A$ | Собственные средства, A$ | Выручка, млрд A$ | Чистая прибыль, млрд A$ | Рыночная капитализация, млрд A$ | Сотрудников, тыс. чел. |
| --------------------------------------- | --------------- | ----------------- | ------------------------ | ---------------- | ----------------------- | ------------------------------- | ---------------------- |
| Australia and New Zealand Banking Group | 1042            | 682               | 61,3                     | 17,64            | 3,58                    | 79,3                            | 38,6                   |
| Commonwealth Bank of Australia          | 1014            | 702               | 72,01                    | 23,93            | 9,63                    | 177                             | 41,8                   |
| Westpac                                 | 912             | 591               | 68,07                    | 20,18            | 2,29                    | 93,6                            | 36,8                   |
| National Australia Bank                 | 867             | 546               | 61,29                    | 17,26            | 2,56                    | 86                              | 34,9                   |